# Патентний повірений

Пат́ентний пов́ірений — зареєстрований, відповідно до закону, фізична особа — представник у справах інтелектуальної власності — який чи яка надає фізичним і/чи юридичним особам допомогу й послуги, котрі пов'язані з охороною прав на об'єкти інтелектуальної (промислової) власності. Він чи вона представляє
інтереси у центральному органі виконавчої влади у сфері правової охорони інтелектуальної власності (наразі, це — Міністерство економічного розвитку і торгівлі). Положення про представників у справах інтелектуальної власності (затверджене постановою КМУ і є підзаконним актом) передбачає, що такий повірений представляє свого довірителя також у судових органах, кредитних установах, у відносинах з іншими фізичними та юридичними особами, ще й реалізує права іноземних осіб чи осіб без громадянства, які мають постійне місцезнаходження поза межами України у відносинах з Установою. Водночас, на практиці виникає правова колізія, адже запроваджений інститут т.з. адвокатської монополії (внесено зміни до Основного закону), отож реалізувати такі повноваження повною мірою, на жаль, не є можливим.
Щодо компетенції патентних повірених, то слід зазначити, що вони обов'язково мають мати повну вищу освіту та другу вищу (спеціальну) освіту у сфері правової охорони інтелектуальної власності та пройти досить складну атестацію у МЕРТ. Перелік атестованих представників з питань інтелектуальної власності (патентних повірених) можна завантажити із сайту МЕРТ.
Хибним є твердження, що патентні повірені представлені регіонально. Точніше, не зовсім правильно так вважати. Приміром, у Києві працює 80+% усіх атестованих патентних повірених. От, приміром: Рівненська (Юрій Трачук), Волинська (Емма Кужель), Тернопільська (Андрій Мартишко), Чернівецька (Олена Микитюк) області мають лише по 1 патентному повіреному.
За загальним твердженням, патентний повірений — фахівець (професіонал) найвищої кваліфікації у сфері правової охорони інтелектуальної власності.
Положення про патентних повірених надає їм право проводити науково-дослідні роботи, частиною яких є патентні дослідження. В Україні діє ДСТУ 3575-97 «Патентні дослідження». Згідно цього державного стандарту, проведення патентних досліджень є обов'язковим для суб'єктів господарської діяльності, які діють в Україні, і повністю або частково фінансуються із державного бюджету.
Приватні особи і компанії проводять патентні дослідження, перш за все, для визначення патентоспроможності власних або використовуваних технічних розробок. Без аналізу патентної ситуації навколо об'єкта господарської діяльності неможливе складання й повноцінного бізнес-плану. Жоден інвестор не братиме участі у інвестиційному і/чи інноваційному проекті, якщо не буде певен у новизні і/чи промисловій придатності технології чи іншого ОІВ.
Цілі патентних досліджень обумовлюються етапами (стадіями) життєвого циклу ОГД — об'єкту дослідження.
З метою виявлення порушення прав власників патентів і заявників на об'єкти промислової власності використовуються, перш за все, джерела патентної інформації, зокрема офіційні патентні бюлетені і офіційні нормативно-методичні матеріали, а також реферативна інформація про останні досягнення науки і техніки.
Звіт про патентні дослідження є багатофункціональним — від виявлення порушення прав патентовласника і до оцінки перспективності патентування/реєстрації об'єкта господарської діяльності на конкретній території чи загалом.